# Alchemilla abramovii
Alchemilla abramovii es una especie de planta del género Alchemilla, perteneciente a la familia Rosaceae.

## Taxonomía
Alchemilla abramovii fue descrita por Czkalov en 2011.

## Distribución
Se encuentra en el territorio del norte de la parte europea de Rusia.